# Shelby Rogers
Shelby Rogers (Mount Pleasant, Dél-Karolina 1992. október 13. –) amerikai hivatásos teniszezőnő.
2009 óta tartó pályafutása során egyéniben hat, párosban két ITF-tornagyőzelmet szerzett. Legmagasabb világranglista helyezése egyéniben a 2022. január 10-én elért 36. helyezés, párosban a legjobbjaként 2022. február 28-án a 40. helyen állt.
A Grand Slam-tornákon egyéniben a legjobb eredménye egyéniben a negyeddöntő, amelyig a 2016-os Roland Garroson és a 2020-as US Openen jutott. Párosban is a negyeddöntő a legjobb eredménye, amelyet a 2021-es Roland Garroson és a 2022-es Australian Openen sikerült elérnie.
2017-ben tagja volt a világcsoport negyeddöntőből induló, majd végül a trófeát is megszerző amerikai Fed-kupa-válogatottnak.
2018 májusától sérülés miatt egy teljes évet ki kellett hagynia. Ezt követően a 2020-as US Openen ért el kiugró eredményt, ahol a negyeddöntőben csak a későbbi győztes Ószaka Naomi tudta megállítani.

## WTA döntői

### Egyéni
| Összesítés            |                              |
| Grand Slam-torna (0)  |                              |
| Premier Mandatory (0) | WTA 1000 (kötelező)* (0)     |
| Premier Five (0)      | WTA 1000 (nem kötelező)* (0) |
| Premier (0)           | WTA 500* (0)                 |
| International (0)     | WTA 250* (0)                 |

*2021-től megváltozott a tornák kategóriáinak elnevezése.

#### Elveszített döntői (3)
|    | Dátum              | Torna                            | Borítás | Ellenfél a döntőben | Eredmény a döntőben |
| 1. | 2014. július 13.   | Gastein Ladies, Bad Gastein      | Salak   | Andrea Petković     | 3–6, 3–6            |
| 2. | 2016. február 21.  | Rio Open, Rio de Janeiro         | Salak   | Francesca Schiavone | 3–6, 3–6            |
| 3. | 2022. augusztus 7. | Silicon Valley Classic, San José | Kemény  | Darja Kaszatkina    | 7–6(2), 1–6, 2–6    |

### Páros
| Összesítés            |                              |
| Grand Slam-torna (0)  |                              |
| Premier Mandatory (0) | WTA 1000 (kötelező)* (0)     |
| Premier Five (0)      | WTA 1000 (nem kötelező)* (0) |
| Premier (0)           | WTA 500* (0)                 |
| International (0)     | WTA 250* (0)                 |

*2021-től megváltozott a tornák kategóriáinak elnevezése.

#### Elveszített döntői (1)
|    | Dátum             | Torna                   | Borítás | Partner       | Ellenfél a döntőben                          | Eredmény a döntőben |
| 1. | 2015. április 19. | Copa Colsanitas, Bogotá | Salak   | Irina Falconi | Paula Cristina Gonçalves Beatriz Haddad Maia | 3–6, 6–3, [6–10]    |

## ITF-döntői

### Egyéni: 10 (6–4)
| Díjazás               |
| --------------------- |
| $100,000 torna        |
| $75,000/80,000 torna  |
| $50,000/$60,000 torna |
| $25,000 torna         |
| $15,000 torna         |
| $10,000 torna         |

| Borításonként |
| ------------- |
| Kemény (5–3)  |
| Salak (1–1)   |
| Fű (0–0)      |
| Szőnyeg (0–0) |

| Eredmény | No. | Dátum            | Torna                                                 | Borítás    | Ellenfél             | Eredmény         |
| -------- | --- | ---------------- | ----------------------------------------------------- | ---------- | -------------------- | ---------------- |
| Döntős   | 0–1 | 2010. május      | ITF Indian Harbour Beach, Egyesült Államok            | Salak      | Gallovits-Hall Edina | 2–6, 6–3, 6–4    |
| Győztes  | 1–1 | 2012. július     | Yakima Regional Hospital Challenger, Egyesült Államok | Kemény     | Samantha Crawford    | 6–4, 6–7(3), 6–3 |
| Döntős   | 1–2 | 2012. szeptember | Henderson Tennis Open, Egyesült Államok               | Kemény     | Lauren Davis         | 6–7(5), 6–2, 6–2 |
| Győztes  | 2–2 | 2013. április    | Boar's Head Resort Open, Egyesült Államok             | Salak      | Allie Kiick          | 6–3, 7–5         |
| Győztes  | 3–2 | 2013. július     | Lexington Challenger, Egyesült Államok                | Kemény     | Julie Coin           | 6–4, 7–6(3)      |
| Győztes  | 4–2 | 2013. szeptember | Coleman Vision Championships, Egyesült Államok        | Kemény     | Ana Tatisvili        | 6–2, 6–3         |
| Döntős   | 4–3 | 2015. szeptember | Henderson Open, Egyesült Államok                      | Kemény     | Michaëlla Krajicek   | 3–6, 1–6         |
| Győztes  | 5–3 | 2019. szeptember | Central Coast Pro Tennis Open, Egyesült Államok       | Kemény     | Coco Vandeweghe      | 4–6, 6–2, 6–3    |
| Döntős   | 5–4 | 2019. október    | Tennis Classic of Macon, Egyesült Államok             | Kemény     | Katerina Stewart     | 7–6(2), 3–6, 2–6 |
| Győztes  | 6–4 | 2020. február    | Dow Tennis Classic, Egyesült Államok                  | Kemény (f) | Anhelina Kalinyina   | játék nélkül     |

### Páros: 6 (2–4)
| $100,000 torna       |
| $75,000/80,000 torna |
| $50,000/60,000 torna |
| $25,000 torna        |
| $10,000 torna        |

| Borításonként |
| ------------- |
| Kemény (1–2)  |
| Salak (0–2)   |
| Fű (1–0)      |
| Szőnyeg (0–0) |

| Eredmény | No. | Dátum         | Torna                                     | Borítás    | Partner             | Ellenfelek                          | Eredmény          |
| -------- | --- | ------------- | ----------------------------------------- | ---------- | ------------------- | ----------------------------------- | ----------------- |
| Döntős   | 0–1 | 2010. június  | ITF Mount Pleasant, Egyesült Államok      | Kemény     | Petra Rampre        | Kaitlyn Christian Caitlin Whoriskey | 6–4, 6–2          |
| Győztes  | 1–1 | 2012. július  | Colorado International, Egyesült Államok  | Kemény     | Marie-Ève Pelletier | Lauren Embree Nicole Gibbs          | 6–3, 3–6, [12–10] |
| Döntős   | 1–2 | 2013. április | Boar's Head Resort Open, Egyesült Államok | Salak      | Nicole Gibbs        | Nicola Slater Coco Vandeweghe       | 6–3, 7–6(4)       |
| Döntős   | 1–3 | 2014. április | Hardee's Pro Classic, Egyesült Államok    | Kemény     | Olivia Rogowska     | Anett Kontaveit Ilona Krameny       | 1–6, 7–5, [5–10]  |
| Győztes  | 2–3 | 2016. február | Dow Tennis Classic, Egyesült Államok      | Kemény (f) | Naomi Broady        | Catherine Bellis Ingrid Neel        | 2–6, 4–6          |
| Döntős   | 2–4 | 2016. május   | ITF Charlottesville, Egyesült Államok     | Salak      | Alekszandra Panova  | Asia Muhammad Taylor Townsend       | 6–7(4), 0–6       |

## Eredményei Grand Slam-tornákon

### Egyéni
| Grand Slam | Australian Open | Australian Open  | Roland Garros | Roland Garros       | Wimbledon      | Wimbledon        | US Open        | US Open          |
| Év         | Eredmény        | Utolsó ellenfél  | Eredmény      | Utolsó ellenfél     | Eredmény       | Utolsó ellenfél  | Eredmény       | Utolsó ellenfél  |
| 2010       | –               | –                | –             | –                   | –              | –                | 1. kör         | Peng Suaj        |
| 2011       | –               | –                | –             | –                   | –              | –                | –              | –                |
| 2012       | –               | –                | –             | –                   | –              | –                | Selejtező (Q2) | Selejtező (Q2)   |
| 2013       | Selejtező (Q1)  | Selejtező (Q1)   | 2. kör        | C Suárez Navarro    | Selejtező (Q1) | Selejtező (Q1)   | 1. kör         | Caroline Garcia  |
| 2014       | Selejtező (Q2)  | Selejtező (Q2)   | 1. kör        | J Makarova          | Selejtező (Q2) | Selejtező (Q2)   | 2. kör         | Flavia Pennetta  |
| 2015       | 1. kör          | Ajla Tomljanović | 1. kör        | Andrea Petković     | 1. kör         | Andrea Petković  | 3. kör         | Simona Halep     |
| 2016       | –               | –                | Negyeddöntő   | Garbiñe Muguruza    | 1. kör         | Sabine Lisicki   | 2. kör         | Catherine Bellis |
| 2017       | 2. kör          | Ashleigh Barty   | 3. kör        | Kristina Mladenovic | 3. kör         | Angelique Kerber | 3. kör         | Elina Szvitolina |
| 2018       | 1. kör          | M Lučić-Baroni   | –             | –                   | –              | –                | –              | –                |
| 2019       | –               | –                | 2. kör        | C Suárez Navarro    | 1. kör         | Anett Kontaveit  | Selejtező (Q1) | Selejtező (Q1)   |
| 2020       | 1. kör          | Garbiñe Muguruza | 1. kör        | Kamilla Rahimova    | elmaradt       | elmaradt         | Negyeddöntő    | Ószaka Naomi     |
| 2021       | 4. kör          | Ashleigh Barty   | 1. kör        | Rebecca Peterson    | 3. kör         | Jelena Ribakina  | 4. kör         | Emma Raducanu    |
| 2022       | 1. kör          | Ana Konjuh       | 3. kör        | Darja Kaszatkina    | 1. kör         | Petra Martić     | 3. kör         | Unsz Dzsábir     |
| 2023       | 2. kör          | Arina Szabalenka | 1. kör        | Petra Martić        | 1. kör         | Jelena Ribakina  | –              | –                |
| 2024       | 1. kör          | Emma Raducanu    | –             | –                   | –              | –                | 1. kör         | Jessica Pegula   |

## Év végi világranglista-helyezései
| Év     | 2010 | 2011 | 2012 | 2013 | 2014 | 2015 | 2016 | 2017 | 2018 | 2019 | 2020 | 2021 | 2022 | 2023 |
| Egyéni | 341. | 434. | 217. | 123. | 72.  | 146. | 60.  | 59.  | 780. | 174. | 58.  | 40.  | 46.  | 145. |
| Páros  | 938. | 620. | 287. | 285. | 460. | 158. | 120. | 246. | –    | 331. | 156. | 73.  | 126. | 482. |